# 12-й дивизион MAS
12-й дивизион MAS (итал. XIIª Squadriglia MAS) — тактическое соединение (дивизион) Королевских военно-морских сил Италии, принимавшее участие в боевых действиях на Ладожском озере во время блокады Ленинграда в составе сил стран «оси» и их союзников в годы Великой Отечественной войны.

## Предыстория
22 июня 1941 года нацистская Германия вместе со своими союзниками по «оси» (включая фашистскую Италию) начали операцию «Барбаросса» — вторжение в СССР. Летом 1941 года немецкие войска и войска союзников Германии по «оси», разделённые на три крупные группировки — Группу армий «Север», Группу армий «Центр» и Группу армий «Юг» — направили свои удары соответственно на Ленинград, на Москву, и на Украину (оккупировав к августу 1941 года Молдавию). Ещё одна группировка немецко-финских войск — Армия «Норвегия» — наносила удары из района Петсамо в направлении Мурманска, а также в Беломорской Карелии.
В августе 1941 года Группа армий «Север», заняв Прибалтику, продолжала наступать на восток по территории Ленинградской области. Финские союзники Германии вели наступление в Ладожской и Олонецкой Карелии, одновременно продвигаясь на юг по Карельскому перешейку, оккупировав Выборг. Таким образом к сентябрю немецкие и финские войска, выйдя соответственно к южному и северному берегам Ладоги, отрезали Ленинград от «большой земли», начав блокаду города. Единственный путь к Ленинграду был через Ладожское озеро. Здесь советская сторона использовала свои озёрные силы флота — Ладожскую военную флотилию. Её целью было не допустить полной блокады Ленинграда, обороняя так называемую «Дорогу жизни» — единственную стратегически значимую водную коммуникацию, связывавшую город с остальной страной.
Немецкие и финские войска мало что могли противопоставить действиям советской Ладожской флотилии. После выхода финских войск к северному побережью Ладожского озера в конце июля — начале августа 1941 года, финны стали возрождать свою Ладожскую флотилию (финская Ладожская флотилия существовала в 1919—1940 годах до окончания Советско-финской войны и передачи СССР всех её уцелевших судов вместе с Северным Приладожьем согласно Московскому мирному договору 1940 года). С этой целью в период до 6 августа 1941 года на Ладожское озеро сухопутным путём были переброшены около 150 мобилизованных рыболовных мотоботов, катеров и моторных лодок, 2 небольших буксира и 4 парома, наиболее крупные из которых были вооружены 47- и 20-мм орудиями, более мелкие — пулемётами. Штаб финской Ладожской флотилии был создан 2 августа 1941 года в Ляскеле. Самым большим финским судном на Ладоге в тот период стал бывший советский (до 1940 года — латышский) сухогрузный пароход «Илга» (латыш. Ilga) постройки 1908 года, мобилизованный в состав КБФ после начала Великой Отечественной войны и переведённый в августе 1941 года на Ладожское озеро, латышский экипаж которого в сентябре 1941 года перешёл на сторону финнов, перегнав к ним свой пароход. Финны переименовали «Илгу» в Aunus, вооружили и включили в состав своей Ладожской флотилии в качестве транспорта. Эти финские лёгкие силы не озере были не способны на равных противостоять советской флотилии, состоявшей из более чем трёх десятков боевых кораблей (большинство из которых являлись мобилизованными гражданскими судами), и включавшей в себя канонерские лодки, бронекатера, сторожевые корабли и катера, а также тральщики.
Для нарушения снабжения Ленинграда по Ладоге немецким и финским командованиями было принято решение о создании совместных сил на озере, прибегнув к помощи сил союзников по «оси» — итальянских Королевских ВМС, имевших значительный опыт по использованию торпедных катеров, которые можно было бы задействовать для ведения боёв с советской Ладожской флотилией. Весной 1942 года в Италии был сформирован 12-й дивизион MAS, предназначенный именно для этой цели.
Финны, в свою очередь, для создания совместных сил «оси» на Ладоге перебросили туда один торпедный катер Sisu постройки 1917 года, который прибыл в Лахденпохью 2 июня 1942 года и 13 июня перешёл в Сортанлахти. Этот торпедный катер (де-факто в силу своего возраста как торпедный уже не использовавшийся и выполнявший функции сторожевого катера) стал на тот момент единственным финским по настоящему военным кораблём (боевым катером) на Ладожском озере.

## Формирование дивизиона

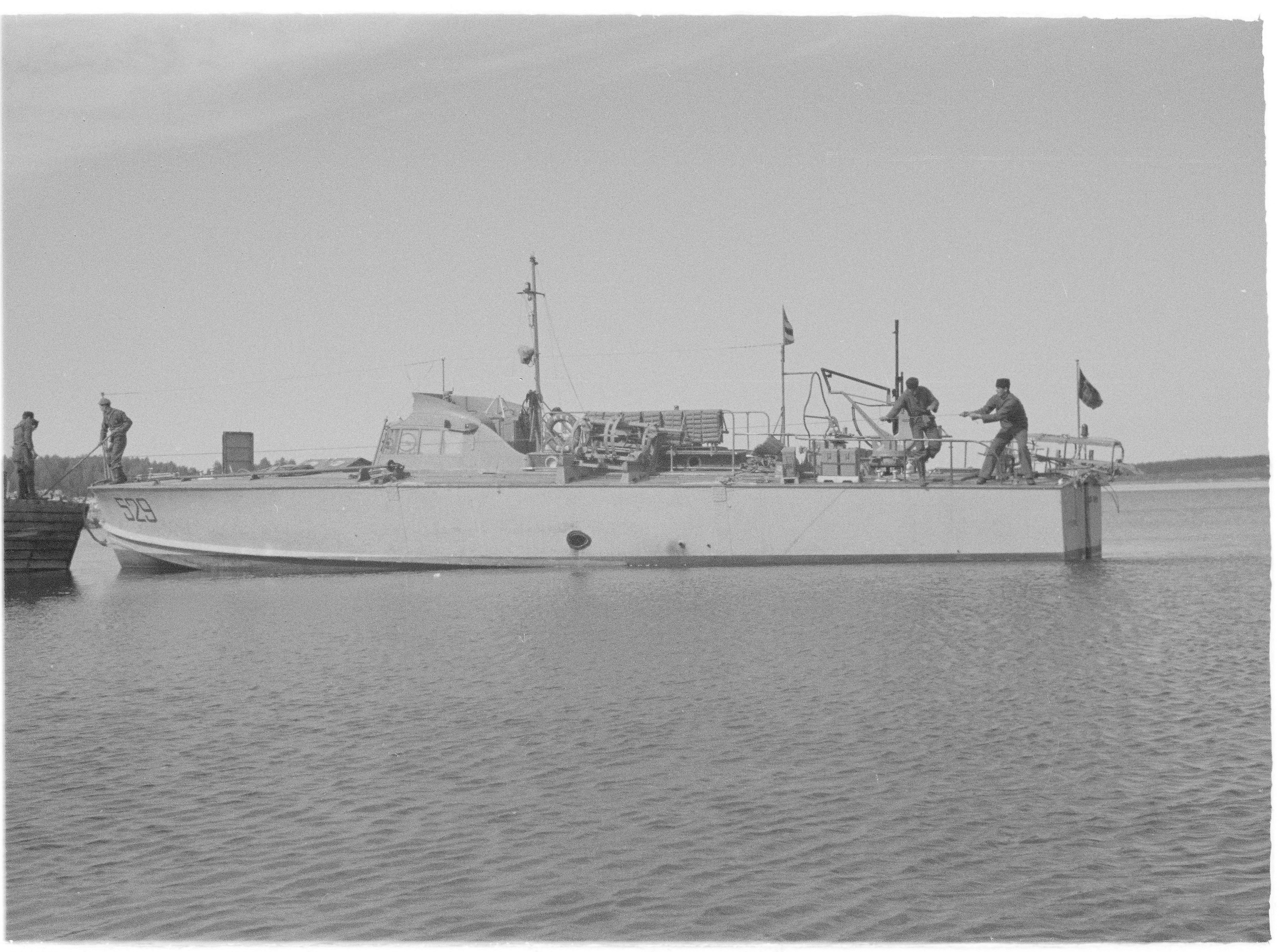
Торпедный катер MAS 529 у пристани Пункасалми (Пункахарью), июнь 1942 года.

Формирование 12-го дивизиона проходило в апреле 1942 года в Специи, при участии 10-й флотилии MAS, известной своими морскими диверсионными операциями на Средиземноморье. Новое формирование получило четыре торпедных катера типа MAS 526 c бортовыми номерами 526—529, включая их экипажи, а также вспомогательный персонал, всего 99 военнослужащих: 17 офицеров, 19 унтер-офицеров, 63 человека матросов, техников и прочих специалистов (по другим источникам, общая численность личного состава 12-го дивизиона MAS составляла 125 человек). Командование дивизионом принял на себя корвет-капитан Джузеппе Бьянкини.

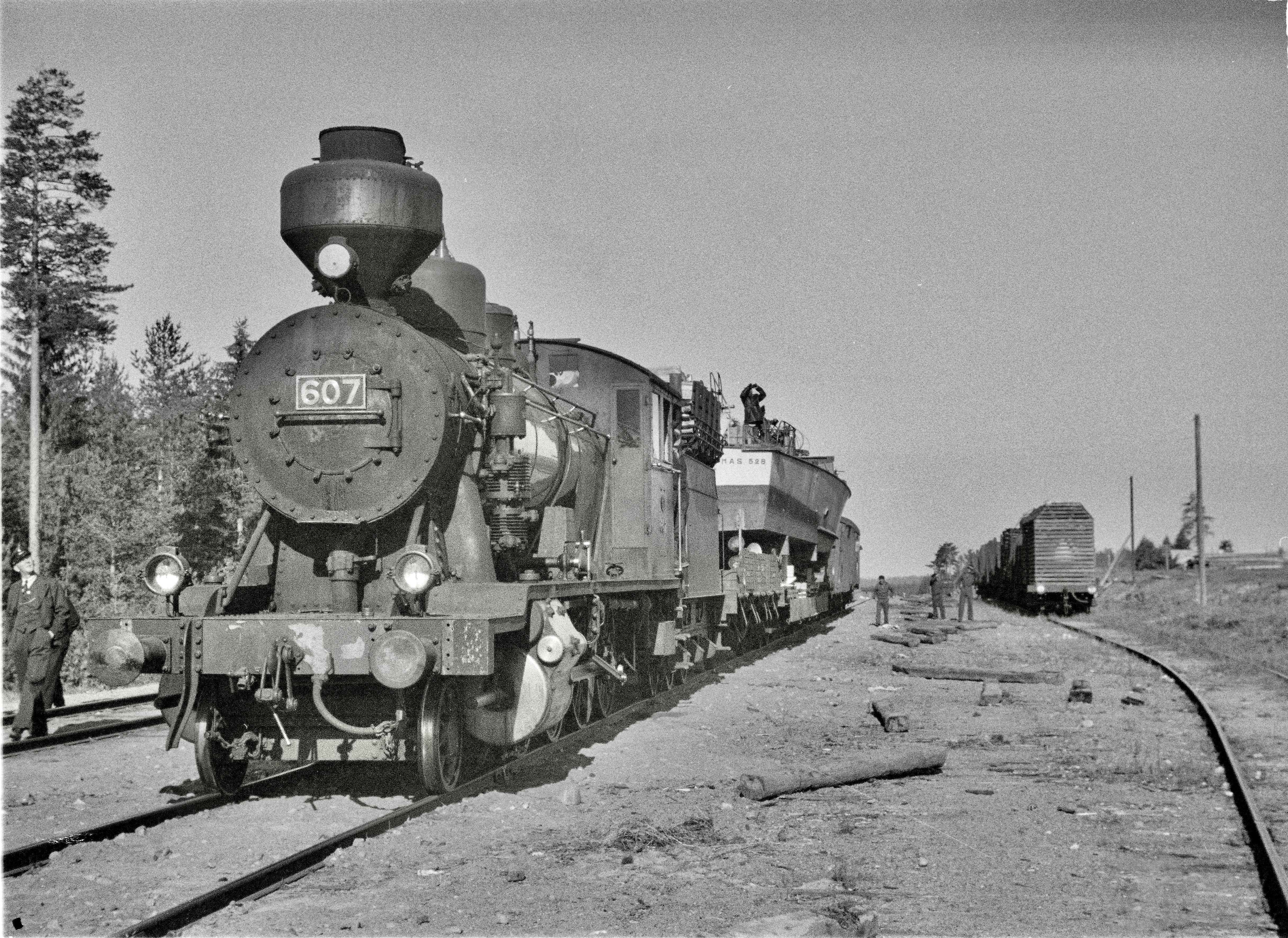
Транспортировка катеров MAS по железной дороге к Ладоге, июнь 1942 года.

После нескольких тренировок в Лигурийском море, 25 мая 1942 года 12-й дивизион направился на своё новое место дислокации. Путь из Италии на Ладогу был неблизким. Для этого пришлось задействовать транспортную компанию из Милана, которая с помощью железнодорожного и автомобильного транспорта (у итальянцев имелись специальные автопоезда, состоящие из седельных тягачей и полуприцепов для транспортировки торпедных катеров), через перевал Бреннер, далее до Инсбрука, доставила катера через Германию в порт Штеттин 5 июня, а далее, погруженные на немецкий теплоход «Тильбек» (Thielbeck), они через Балтийское море были переправлены в Хельсинки. Далее шхерными фарватерами вдоль финляндского берега Финского и Выборгского заливов итальянские катера были отбуксированы в Выборг, а затем по Сайменскому каналу и далее по Сайменской водной системе — в Пункасалми (бывший административный центр ныне упразднённой общины Пункахарью). Там катера перегрузили на железнодорожные платформы и по железной дороге перевезли в Лахденпохью (на тот момент город был захвачен финнами), где они и были спущены на воду Ладожского озера. Базой для итальянских торпедных катеров стала Сортанлахти. Переброска из Италии до места назначения длилась 26 дней и составила расстояние равное 3105 километров.
22 июня 1942 года 12-й дивизион MAS прибыл в Сортанлахти и был включён в состав Отряда K (фин. Laivasto-osasto K — флотский отряд K или флотилия K) — сформированного соединения «оси» под финским командованием, командиром отряда был назначен капитан-комендор Калерво Кийянен (Kalervo Kijanen). Кроме 12-го дивизиона MAS, а также финских береговых подразделений обеспечения, в состав Отряда K вошли вышеупомянутый финский торпедный катер Sisu (который вскоре в том же 1942 году был выведен с Ладожского озера ввиду практически полной невозможности его использования по техническим причинам) и 4 немецких катера-минзага типа KM (Küstenminenboot, дословно c нем. — «прибрежный минный катер», сокр. KM-Boot — KM-бот): KM 3, KM 4, KM 8 и KM 22, прибывшие 7 июля 1942 года в Лахденпохью с Балтики. Последние входили в состав группы C (нем. C-Gruppe) под командованием обер-лейтенанта цур зее Реймана (J. Reymann), и были выделены из состава 31-й флотилии тральщиков кригсмарине (нем. 31. Minensuchflottille), которой командовал корветтен-капитан Ханс-Йоахим фон Рамм (Hans-Joachim von Ramm). Отряд K был подчинён командованию финской Ладожской бригады береговой обороны (фин. Laatokan rannikkoprikaati), возглавляемой полковником Эйно Ярвиненом (Eino Iisakki Järvinen).

## Действия дивизиона

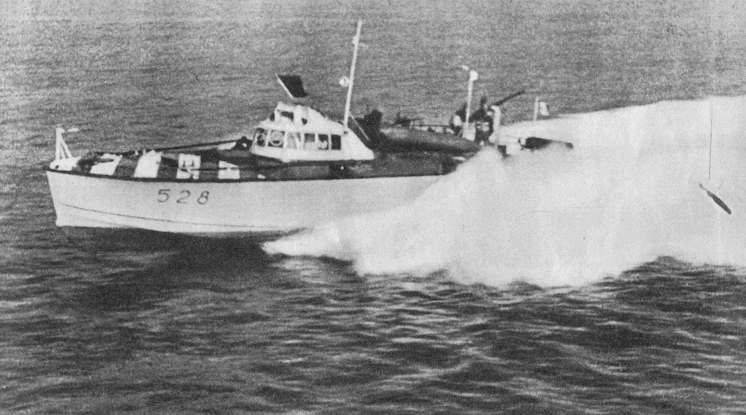
Торпедный катер MAS 528 на Ладожском озере, 1942 год.

Свою первую операцию 12-й дивизион MAS провёл 25 июля 1942 года. Уже в тот же день торпедный катер MAS 526 был повреждён после того, как из-за сильного тумана сел на мель у острова Мюкериккю, в связи с чем убыл на базу Сортавала для ремонта, где находился до 8 октября 1942 года.
По итальянским данным, в ночь с 14 на 15 августа 1942 года катера MAS 527 и 528 в ходе патрулирования столкнулись с тремя советскими судами (по другим источникам, это был один MAS 527), в результате чего катера, выпустив торпеды, якобы потопили советскую канонерскую лодку типа «Бира». В реальности ни одного советского судна в данном боестолкновении потеряно не было. С советской стороны в нём участвовали канонерские лодки «Нора» и «Селемджа» (систершипы «Биры» — мобилизованные грунтоотвозные шаланды типа «Амгунь»), а также сторожевые катера МО № 199, № 202 и № 209 типа МО-4. Огнём противника на канонерской лодке «Селемджа» был ранен один краснофлотец. Позже, 22 октября 1942 года, обе вышеупомянутые канонерские лодки участвовали в операции по отражению рейда сил «оси» на остров Сухо.
В ночь с 27 на 28 августа 1942 года катер MAS 527 столкнулся с советским конвоем, состоящим из двух буксиров, тянущих баржи в сопровождении третьего буксира. Вызвав на подмогу MAS 528, оба катера произвели торпедные атаки, и согласно докладам их экипажей — уничтожили значительную часть конвоя (по другим источникам, MAS 528 якобы потопил советский лихтер тоннажем около 1300 брт, который тянули 3 буксира). В реальности ни одного советского судна в этот день на Ладоге потеряно не было, лишь советская канонерская лодка «Шексна» (бывший финский ледокол Aallokas, доставшийся СССР согласно Московскому мирному договору 1940 года) доложила о безрезультатном бое с двумя катерами противника.

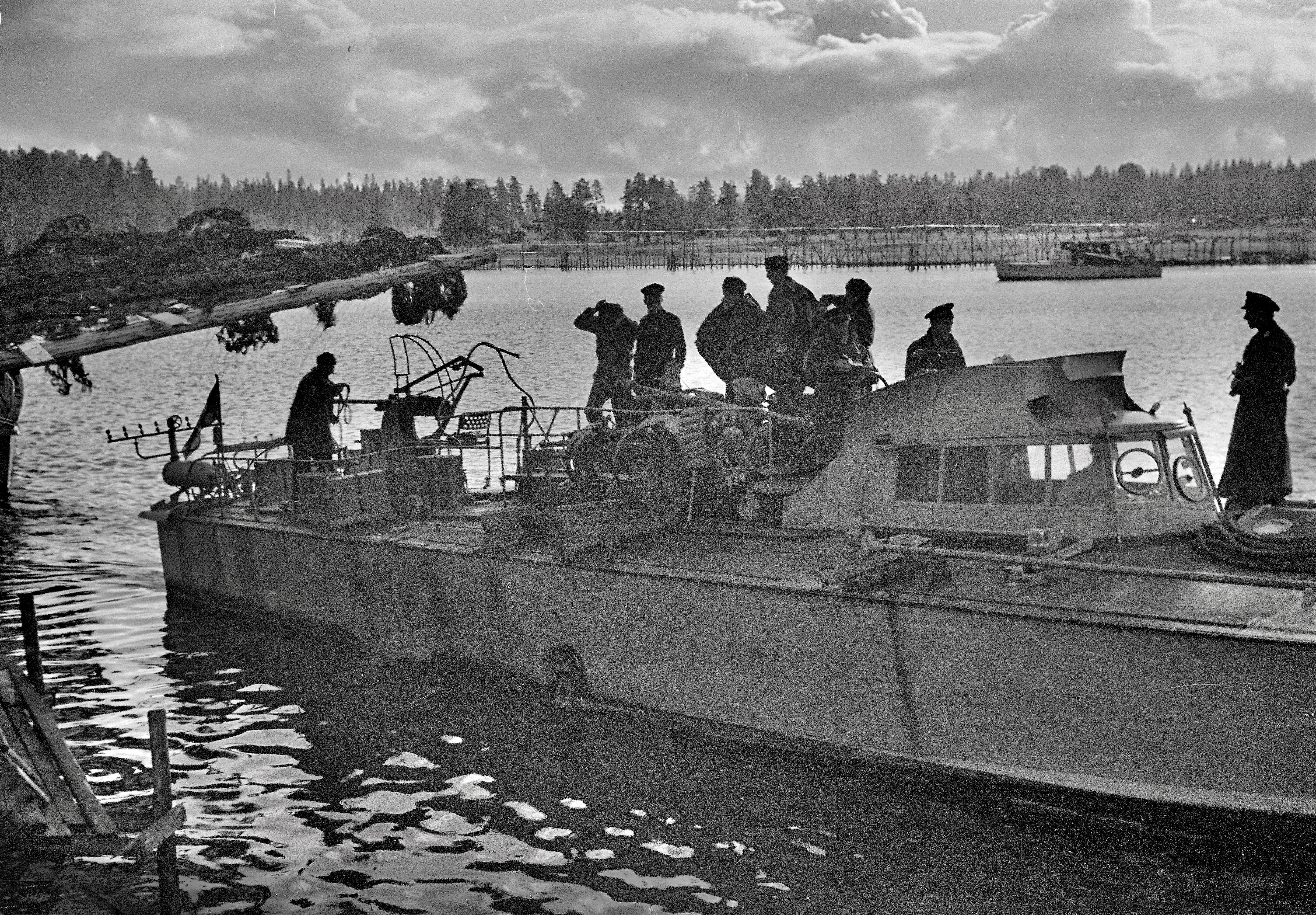
Торпедный катер MAS 529 в Сортанлахти, октябрь 1942 года.

1 сентября 1942 года MAS 529 столкнулся с двумя советскими кораблями, охраняя остров Верккосаари. Согласно итальянским данным, один советский катер получил повреждения, а на MAS 529 вышел из строя правый двигатель. По советским данным, бой с итальянским торпедным катером вели сторожевые катера МО № 201, № 213 и № 215 типа МО-4, которые при этом подверглись обстрелу с берега и атакам 9 истребителей противника. В результате данного боестолкновения было ранено 6 членов экипажей советских катеров.
29 сентября 1942 года MAS 528 и 529 под командованием Бьянкини встретили другой конвой, по докладам итальянских катерников — такой же, как 27 августа, но уже сопровождаемый советским военным кораблём. Итальянские катера произвели торпедную атаку, но не смогли поразить цели. Довольно малая осадка большинства советских судов убедила итальянцев в низкой эффективности их торпед. В течение октября итальянцы участвовали в основном в оказании поддержки сухопутным войскам.
Всего итальянские катера MAS провели 37 боевых операций на Ладоге, участвуя в охоте на советские суда и ведя наблюдение за советскими водными коммуникациями. Помимо этого они привлекались к эскорту финских и немецких озёрных сил, высадке диверсионно-разведывательных групп в советском тылу и эвакуации раненых.
С приближением зимнего сезона, с наступлением которого Ладога должна была полностью замёрзнуть, 29 октября 1942 года 12-й дивизион MAS был выведен с озера (по некоторым источникам, итальянские катера начали выводить с Ладоги 27 октября 1942 года) — сначала по железной дороге, а затем по водным путям — в Таллин, в оккупированную немцами Эстонию, куда пришёл 19 ноября и где был расквартирован до следующего года. В связи с неблагоприятным для стран «оси» ходом кампании на Средиземном море было принято решение не продлевать дальнейшее присутствие итальянцев, и между 5 и 25 июня 1943 года дивизион был расформирован, а торпедные катера переданы финским ВМС (по некоторым источникам, катера MAS были переданы финнам в мае 1943 года), в составе которых оставались вплоть до 1961 года.
Появившаяся в начале 2000-х годов в российских изданиях версия о том, что итальянские торпедные катера типа MAS 526 якобы были уничтожены советскими водолазами-разведчиками из состава Роты особого назначения Балтийского флота в ходе диверсионного рейда на немецкую базу катеров в Стрельне в октябре 1943 года — не соответствует действительности.